# Johann August Just
Pour les articles homonymes, voir Just.
Œuvres principales
Œuvres pour clavier
Trois opéras (Singspiele), dont l’opéra-comique De koopman van Smyrne (Le Marchand de Smirne)
Jan August ou Johann August Just, vraisemblablement né vers 1750 à Gröningen près de Magdebourg et décédé en décembre 1791 à La Haye, est un professeur de musique, un virtuose du clavier, un violoniste et un compositeur de la fin du XVIIIe siècle, actif en Prusse, dans la République des Sept Pays-Bas-Unis et, peut-être, à Londres.

## Biographie

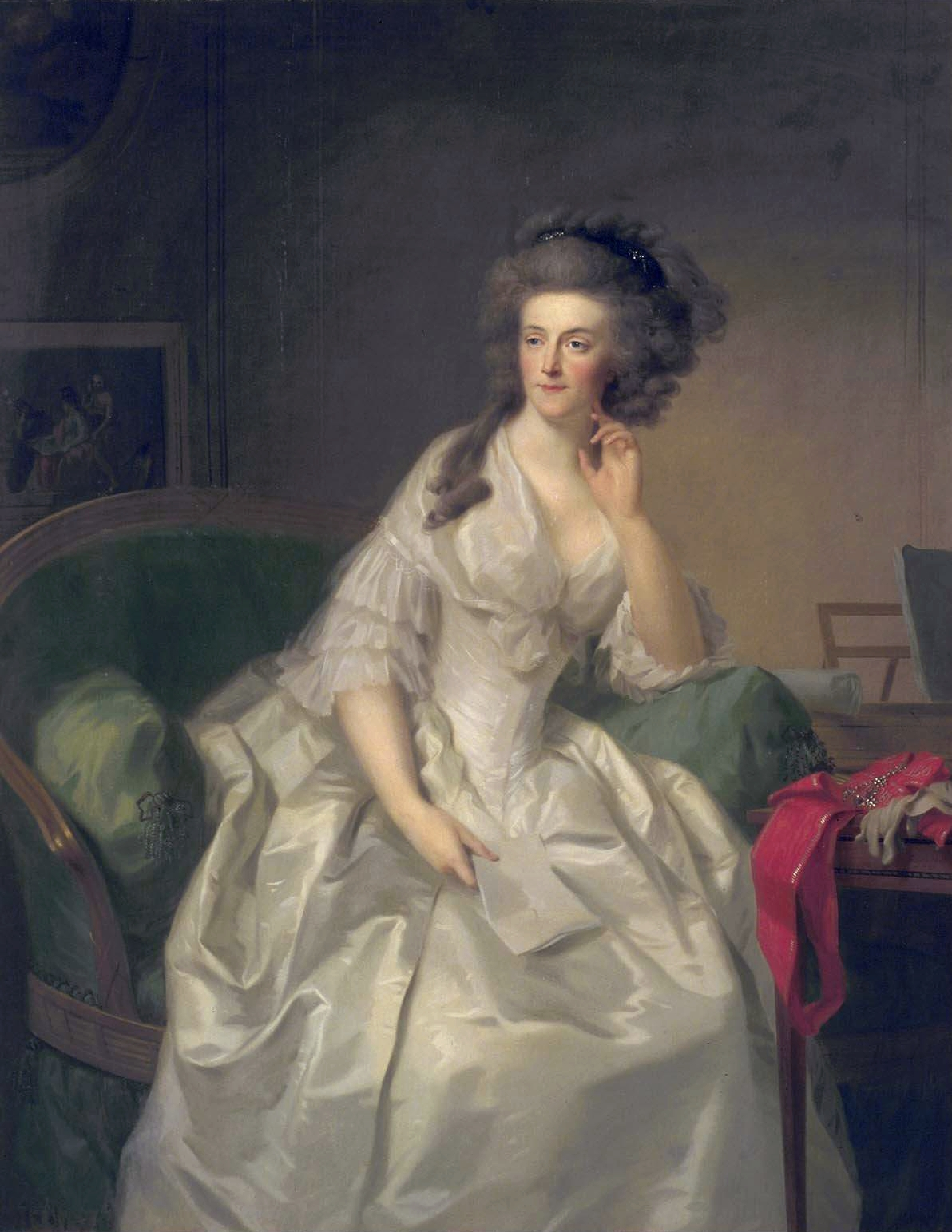
Portrait, peint par Tischbein, de Wilhelmine de Prusse (1751-1820), protectrice de Johann August Just

Son lieu de naissance ne serait pas Groningue, mais Gröningen en Saxe-Anhalt : l'organiste Jacob Wilhelm Lustig de Groningue, dans sa traduction du journal de voyages de Burney publiée en 1786, l'appelle un Allemand, assertion confirmée par la mention qu'il fut un élève de Johann Philipp Kirnberger, qui lui aurait enseigné l'harmonie ; c'est aussi de Kirnberger qu'il apprit à jouer du clavecin.  Plus tard, Just bénéficia de l'enseignement de Schwindl à La Haye, où il serait arrivé vers 1770 dans le sillage de Wilhelmine de Prusse, dont il était le professeur de musique.
Il se peut qu'il ait visité Londres à un âge précoce, car le nombre de ses publications atteignit, déjà en 1772, le chiffre de trois dans la numérotation de ses opus, et la plupart des ouvrages publiés sur le continent furent réimprimés à Londres peu après.
En 1783, il était membre de la chapelle de Guillaume V.
On a cru qu'après l'anéantissement de la cour du stathouder, il suivit le prince en exil à Berlin en 1795, et que, plus tard, à la demande de ce dernier, il se serait établi à Londres, où il aurait eu accès aux maisons les plus réputées ; grâce à son talent et à la protection de la princesse d'Orange, il s'y serait fait apprécier comme musicien. Ces assertions de Fétis, encore reprises par Van der Aa, parmi d'autres, doivent pourtant être fausses, car les données puisées dans les archives royales impliquent que sa mort dut survenir plus tôt.

## Œuvre

### Remarques générales
Just a été décrit par Gerber comme l'un des « meilleurs joueurs de clavier dans la nouvelle manière ».  À une époque où le pianoforte était devenu en vogue, ses collections destinées à l’enseignement continuèrent à indiquer le clavecin. Les œuvres pour clavier sont d’orientation ostensiblement pédagogique et comprennent de nombreux sonatines et divertissements ; l'emploi de cette dernière qualification, l'écriture en deux parties et d'autres traits stylistiques suggèrent qu'il ait subi l'influence de la musique pour clavier, largement diffusée, de Wagenseil.
Les œuvres pour clavier imprimées comprennent des variations sur des chansons populaires ; dans une série de 1773, il emprunta l'air « Lison dormait dans un bocage » à Julie de Dezède, comme le fit aussi plus tard Mozart dans ses neuf variations K264.
Beaucoup de séries éditées comprennent des accompagnements de violon à la mode, mais dans l'opus 6, le violon est obligé et une véritable égalité entre les instruments concertants en est souvent le résultat.
Van der Straeten, qui connaissait certaines de ses compositions, parle de lui avec beaucoup d'estime,.  Cependant, se sont surtout sa musique de chambre, ses œuvres pour instruments à clavier et ses symphonies qui furent très appréciées.  De ses compositions, beaucoup de sonates, trios, duos, divertissements et concerts pour clavier sortirent des presses et furent même réimprimés en France et en Allemagne. Nombreuses sont les compositions imprimées par Boyer et Sieber à Paris, par B. Hummel à La Haye, par Hummel à Berlin (Amsterdam), par S. Markordt et D.L. van Dijk à Amsterdam, et par J. Bland à Londres, et, sans doute, par bien d'autres maisons d'éditions. Ses cantates et ses œuvres pour orchestre n'ont pas été publiées pendant sa vie.
Si la plupart de ses œuvres furent composées pour un instrument à clavier, il écrivit aussi au moins trois opéras - ou plutôt Singspiele (en allemand) ou zangspelen (en néerlandais) - dont De Koopman van Smyrne (Le Marchand de Smyrne), créé sur un livret en néerlandais mais, ensuite, réalisé dans une version allemande à Bonn et à Francfort en 1783.  Le style de ces Singspiele se rapproche de celui des œuvres populaires de Hiller, mais conserve certains traits en commun avec les comédies parisiennes contemporaines.
L'attribution à Just, faite par Fétis, d'une méthode pour apprendre et jouer les instruments à clavier, publiée à Londres vers 1798, n'a pas été vérifiée, mais est appuyée sur les faits de la carrière de Just qui s'était occupé toute sa vie de matériaux didactiques.

### Liste non exhaustive
La liste ci-dessous, établie d'après celle d'Enschedé (Molhuysen et Blok) de 1911, ne vise pas à être complète. Pour la liste d'Enschedé, voir : Jan Willem ENSCHEDÉ.  p.  1236-1237

#### Ouvrages numérotés
- (fr) Opus 1 : Op. 1. Six divertissements pour clavecin et violon (Wotquenne, Catalogue. de la bibliothèque du conservatoire royal de Bruxelles II, 6725) ;
- (fr) Opus 2 : Œuvre II. Six sonates pour le clavecin ou le piano-forte, avec accompagnement de violon ou flûte et violoncelle ad libitum, composées par J.A. Just, maître de musique de S.A.R. Madame la Princesse d'Orange et de Nassau (Paris) (Van der Straeten t.a. p. 387)
- (en) Opus 3 : Opera III. Six favorite sonatinos for the harpsichord composed for the use of beginners bij J.A. Just, Master of music to the princess of Orange Nassau (Londres) (coll. J.W. Enschedé)
- (en) Opus 4 : Op. 4. Six concertos with instrumental parts for a violon principal with accompaniments
- (en) Opus 5 : Opera V. Six sonatinas for the harpsichord with an accompaniment for a violin for the use of young practitioners and a favorite march with variations; composed bij J.A. Just, music-master to her serene Highness the princess of Orange etc. etc. (Londres) (exemplaire ayant appartenu à J.W. Enschedé)
- (fr) Opus 6 : Op. 6. Six divertissements pour clavecin ou forte-piano avec accompagnement de violon (Paris) (Wotquenne t.a. p. 6726)
- (fr) Opus 7 : Op. 7. Six sonates pour le clavecin ou piano-forte avec accompagnement d'un violon obligé (Amsterdam) (Wotquenne t.a. p. 6727, sans doute réimprimé d’après une édition parisienne)
- (fr) Opus 11 : Œuvre XI. Six sonates aisées pour clavecin ou forte-piano avec accompagnement de violon (Paris) (Wotquenne t.a. p. 6728)
- (fr) Opus 12 : Œuvre XII. Six divertissements pour le clavecin ou piano-forte à quatre mains, dédié à M. Arnoldi Knock, par J.A. Just, Maitre de musique de S.A.R. Madame la Princesse d'Orange a Nassau (Amsterdam (Berlin) (Wotquenne t.a. p. 6096 ; exemplaire ayant appartenu à J.W. Enschedé)
- (fr) Opus 17 : Op 17. Six duos à deux violons (Amsterdam (Berlin) 1791) (Gerber, Lexicon der Tonkünstler II, p. 822)

#### Œuvres non numérotées

##### Menuet
- (en) Minuet (pour clavier à deux mains) dans : New instructions for playing the harpsichord, piano-forte or spinnet etc. (Londres, vers 1815) 52 (exemplaire ayant appartenu à J.W. Enschedé)

##### Opéra
- (nl) Opéra (Singspiel) en un acte : De sympathie, opera in een deel. Het muzieq gecomponeert door mr. J.H. Just, muzieq-meester van haere koninglyke Hoogheid, Mevrouwe de Princesse van Orange en Nassau, etc. etc. etc. door J.T. Neyts, Gedrukt voor den auteur (vers 1783) (bibliothèque de l'université d'Amsterdam).
- (nl) Opéra (Singspiel) en un acte : De koopman van Smyrna. Opera in een deel. Het fransche blystuk le marchand de Smirne nagevolgd, met byvoeging van aria's, gecomponeert door Mr. J.H. Just, muziek-meester van haere koninglyke Hoogheid Mevrouwe de Princesse van Orange en Nassau, etc. etc. etc. door J.T. Neyts. Gedrukt voor den auteur (vers 1783) (bibliothèque de l'université d'Amsterdam).

Enschedé a dénombré des extraits ou des réductions de cet opéra :
- Overture van de koopman van Smirna voor het clavier en viool door Mr. G. Neumann (Amsterdam) (coll. J.W. Enschedé)
- Vaudeville de l'opera, den coopman van Smirna, dans : Troisième recueil d'ariettes arrangées pour le sixtre ou guitarre angloise [...] par D.L. van Dijk (Amsterdam) 25
- Aria: Ah' qu'il est beau (dans : Journal d'Amsterdam I, 5)
- Aria: Hoe schoon, hoe lieflijk is de morgen-Duetto; Ons heil is ongemeen, zang met B.C. (Amsterdam) (coll. J.W. Enschedé)
- Terzetto in den Smirnschen koopman; Vergeet in mijnen arm 't verdriet - Aria; Schooner is het roosje niet Zang met B.C. (Amsterdam) (coll. J.W. Enschedé)
- Duetto in den Smirnschen koopman; kom ga met mij! Wat razernij, Zang met B.C. (Amsterdam) (coll. J.W. Enschedé)
- Vaudeville: Wat is het schoon. Zang met B.C. - Choor: Zijt ge allen niet uit eenen stam gerezen (Amsterdam) (bibliothèque de l'université d'Amsterdam).

## Sources
- (nl) BURNEY, Charles.  Rijk gestoffeerd verhaal van de eigenlijke gesteldheid der hedendaagsche toonkunst of Karel Burney's Dagboek van zijne, onlangs gedaane musicale reizen door Frankrijk, Italië en Duitschland, (trad. par Jacob Wilhelm LUSTIG), Groningue, 1786, p. 416.
- (nl) ENSCHEDÉ, Jan Willem.  « JUST (Johann August) », Nieuw Nederlandsch Biografisch Woordenboek. Deel 1 [Philipp Christiaan MOLHUYSEN et Petrus Johannes BLOK (réd.)], Leyde, A.W. Sijthoff, 1911, p.  1235-1237.
- (fr) FÉTIS, François-Joseph.  « Just (J.-A.) », Biographie universelle des musiciens et bibliographie générale de la musique, 4e tome, 2e éd., Libr. Firmin Didot frs, fils & Co, Paris, 1866, p. 461.
- (de) GERBER, Ernst Ludwig.  « Just (Joh. A.) », Historisch-Biographisches Lexicon der Tonkünstler, 1er vol., A-M, J.G.I. Breitkopf, Leipzig, 1790, p. 702.
- (en) « Just, Johann August », New Grove Dictionary of Music and Musicians, Music-Encyclopedia, [en ligne].
- (nl) OOST, Gert.  « Oranje en de muziek », Een muziekgeschiedenis der Nederlanden [Louis Peter Grijp et Ignace Bossuyt (réd.)], Amsterdam University Press/Uitgeverij Pelckmans, 2001, p. 346  (ISBN 90 5356 488 8)  (ISBN 90 289 3000 0).
- (de) SCHILLING, Gustav.  Encyclopädie der gesammten musikalischen Wissenschaften, oder Universal-Lexicon der Tonkunst, vol. 4, Stuttgart, F.H. Köhler, 1841, p. 23.
- (nl) VAN DER AA, Abraham Jacob.  JUST (JAN AUGUST), Haarlem, J.J. van Brederode, 1878, p. 314.
- (fr) VAN DER STRAETEN, Edmond.  La musique aux Pays Bas IV, Bruxelles, C.Muquardt/Libraire européenne, 1878, p. 387.